# Музей истории кольских саамов
Музей истории, культуры и быта кольских саамов — территориальный отдел Мурманского областного краеведческого музея, основан в селе Ловозеро в 1962 году. Является единственным в России саамским музеем.

## Описание музея
Музей истории кольских саамов был основан в 1962 году на базе Ловозерской средней школы учителем географии Павлом Поликарповичем Юрьевым; в 1968 году музей получил статус территориальный отдел Мурманского областного краеведческого музея.
С 1987 года экспозиции музея размещены в отдельном здании бывшего районного дома культуры и их площадь составляет более 300 кв. м.
Экспонаты музея рассказывают об истории, культуре и быте саамов — коренного народа Кольского полуострова. Этот малочисленный северный народ в наши дни проживает также на территории северной Финляндии, Швеции и Норвегии.
Современная экспозиция музея была оформлена в 1990 году.
Среди разделов экспозиции можно выделить следующие:
- Древняя история саамского народа
- Развитие Ловозерского района в 1920—1930-е гг.
- Тыл — фронту. Великая Отечественная война 1941—1945 гг.
- Экономическое и культурное развитие района в 1950—1980-е гг.
- Развитие оленеводства — традиционной отрасли хозяйства саамов
- Быт малочисленных народов Кольского Севера

Особый интерес в экспозиции музея представляет археологическая коллекция (в том числе камень с петроглифами, датируемыми I тысячелетием до нашей эры), а также коллекция предметов прикладного искусства и предметов быта саамов.